# Mieczysław Abramowicz
Mieczysław Abramowicz (sinh ngày 24 tháng 5 năm 1952 tại Gdańsk) là nhà văn, nhà sử học sân khấu, đạo diễn nhà hát người Ba Lan .

## Tiểu sử
Mieczysław Abramowicz theo học tại Khoa Chỉ đạo Sân khấu Múa rối tại Học viện nghệ thuật sân khấu quốc gia Aleksander Zelwerowicz ở Warszawa, chi nhánh trường tại Białystok .
Ông được đề cử Giải thưởng Văn học Nike và Giải thưởng Văn học Gdynia, và giành Giải thưởng "Splendor Gedanesis" của Thành phố Gdańsk cho tập truyện ngắn Każdy przyniósł, co miał najlepszego .
Ông là nhà văn hai lần được đề cử cho Giải thưởng Angelus (cho các tác phẩm Każdy przyniósł, co miał najlepszego i Bowiem jak śmierć potężna jest pamięć). Ông cũng hai lần giành giải thưởng Nghệ thuật Pomeranian .
Abramowicz là tác giả của nhiều công trình khoa học và báo chí về lịch sử của Gdańsk, được xuất bản, ví dụ bài báo "30 dni".
Ông cũng là người phát ngôn cho Liên minh các cộng đồng tôn giáo Do Thái tại Gdańsk .
Ông từng làm quản lý tại Bảo tàng Truyện (Trung tâm Văn hóa Biển Baltic). Hiện tại, ông làm việc tại Khoa Sân khấu của Bảo tàng Quốc gia Gdańsk .

## Giải thưởng
- Giải thưởng Thành phố Gdańsk trong Lĩnh vực Văn hóa (năm 1998) [7]
- Giải thưởng Thành phố Gdańsk trong Lĩnh vực Văn hóa "Splendor Gedanensis" (năm 2005)
- Giải thưởng của Chủ tịch thành phố Gdańsk trong lĩnh vực văn hóa (năm 2010) [8]